# Derolus ornatus
Derolus ornatus là một loài bọ cánh cứng trong họ Cerambycidae.